# Mindignyíló begónia
A mindignyíló begónia vagy kerti begónia (Begonia × semperflorens-cultorum) a begóniafélék családjába tartozó Begonia cucullata és a Begonia schmidtiana fajok kertészeti hibridje (B. cucullata × B. schmidtiana).
Mindenütt elterjedt, a legkedveltebb virágágyi növények egyike. Tágtűrésű fajta, az erős napot és a félárnyékot is egyaránt jól tűrő egynyári növény. Óvatosságra ad okot, hogy a növény minden része erősen mérgező, így távol kell tartani tőle különösen a kisgyermekeket.

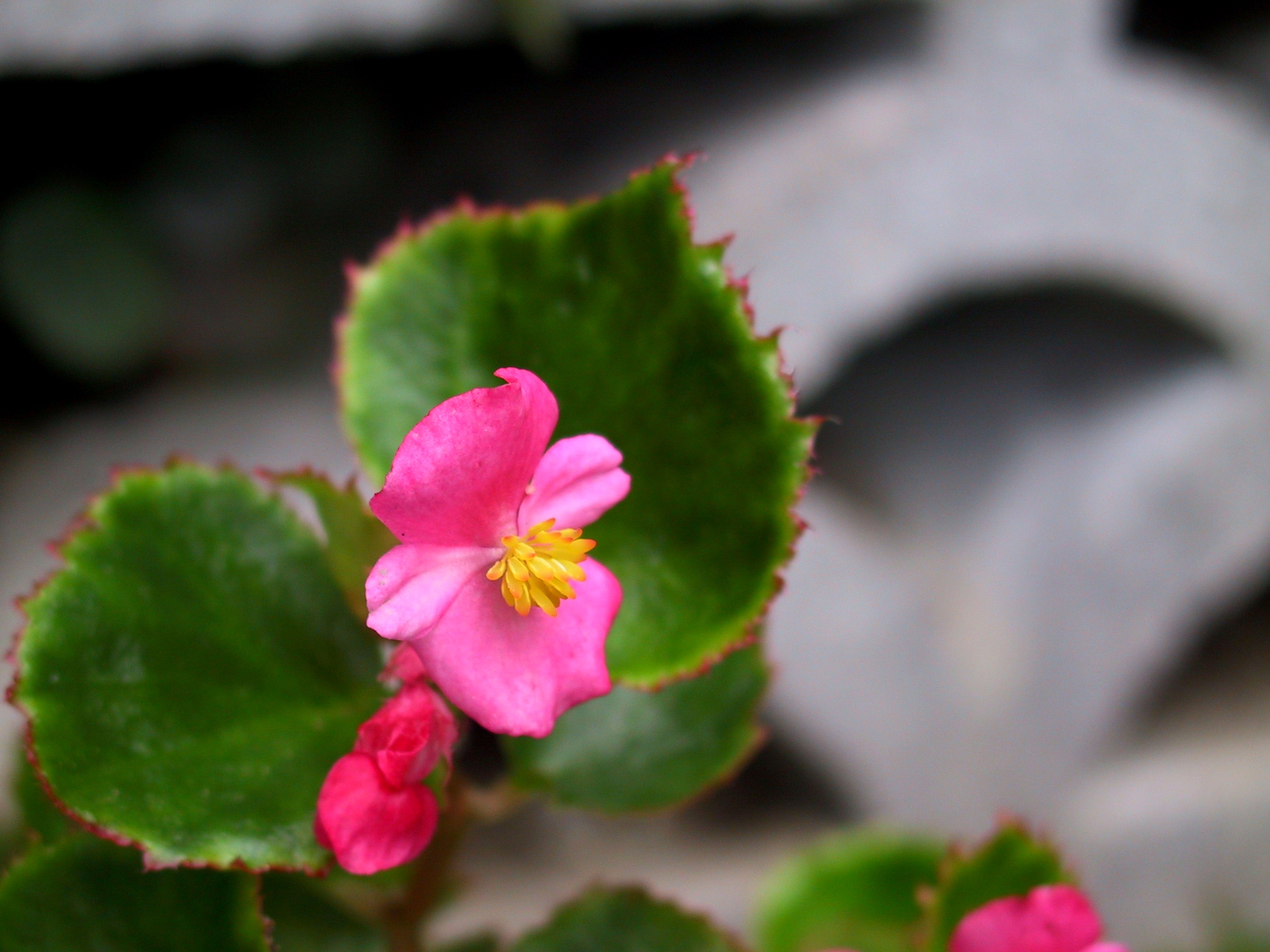
Rózsaszín virágú begónia

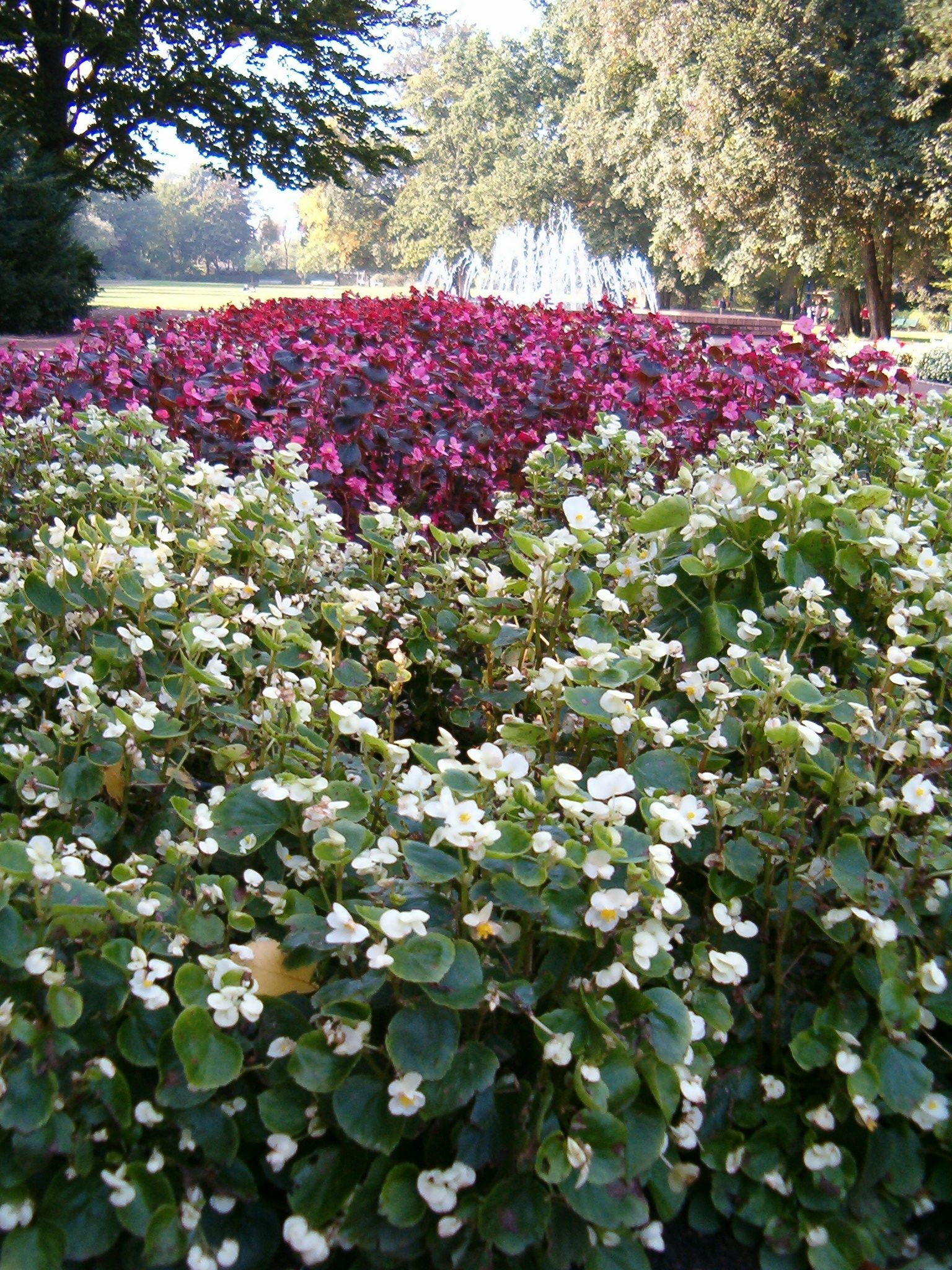
Begónia-virágágyás

## Előfordulása
Kultúrnövényként szinte már az egész világon fellelhető a virágoskertek díszeként. Eredetileg trópusi és szubtrópusi éghajlatú területek, őserdők jellemző növénye. Őshazája Afrika, Dél-Amerika és Ázsia.

## Megjelenése
Rendkívül változatos megjelenésű, apró termetű (magassága 25–35 cm, szélessége 20 cm) lágy szárú növény. Zöld, illetve bordós színezetű, egyszerű, húsos levelei, lehetnek kerekdedek, vese alakúak, vagy aszimmetrikusak. Hosszú, húsos levélnyéllel rendelkezik, élrefutó, szárnyas erezettel. Levelei szórtan találhatók a növényen. Virága sokféle színezetben látható, piros, fehér, rózsaszín, stb, de mostanában már kedveltek a szegélyezett virágok is.

## Szaporodása
A növényt általában rovarok porozzák be, a megtermékenyülést követően toktermést fejleszt. 1 grammnyi magban kb 40.000 szem található, magjai a téglaporhoz hasonlíthatóak.
Viszonylag lassú tenyészidejű, a kertészetekben már decemberben megkezdik a magok elvetését, hogy májusra kifejlett növénnyé fejlődjön.